# Iwan Markow (żołnierz)
Iwan Pietrowicz Markow (ros. Иван Петрович Марков, ur. 28 czerwca?/11 lipca 1913 we wsi Spasporub w Republice Komi, zm. w czerwcu 1941 w Białoruskiej SRR) – radziecki wojskowy, starszy porucznik, Bohater Związku Radzieckiego (1940).

## Życiorys
Urodził się w komiackiej rodzinie chłopskiej. Skończył 7 klas szkoły, uczył się na kursie rabfaku (fakultetu robotniczego) Komi Instytutu Pedagogicznego, od 1935 służył w Armii Czerwonej, w 1938 ukończył I Leningradzką Szkołę Artylerii.
Brał udział w agresji ZSRR na Polskę we wrześniu 1939, uczestniczył w wojnie z Finlandią 1939–1940 jako szef wywiadu dywizjonu 451 pułku artylerii 113 Dywizji Strzeleckiej 7 Armii w stopniu porucznika, 8 i 9 marca 1940 wyróżnił się w walkach w rejonie Wyborga. Uchwałą Prezydium Rady Najwyższej ZSRR z 11 kwietnia 1940 został uhonorowany Złotą Gwiazdą Bohatera Związku Radzieckiego i Orderem Lenina. W czerwcu 1941 w stopniu starszego porucznika dowodził baterią pułku artylerii 13 Dywizji Strzeleckiej, po ataku Niemiec na ZSRR 22 czerwca 1941 brał udział w walce, zginął na Białorusi.
Jego imieniem nazwano szkołę w rodzinnej wsi i ulicę w Syktywkarze.